# 郭明昆
郭明昆（1908年12月25日—1943年11月22日），號一舟，臺南市麻豆區人。畢業於日本早稻田大學，修習社會哲學、東洋哲學、中國社會史，其著作《儀禮喪服考》、〈甥姪稱謂與漢族稱謂制之側面史〉等著作，奠定了以西方人類學途徑進行漢族稱謂的完整理論研究基礎。

## 生平
1908年12月25日出生於臺南麻豆，其父郭就為商賈，經營阿片煙館、豆油製造業、文德號藥鋪，母李氏，家有四子，郭明昆排行第三。1913年4月入學麻豆公學校，1919年入學臺南商業專門學校預備學校，1925年畢業後負笈笈東瀛，入學第二早稻田高等學院文科。1928年4月入學早稻田大學文學部哲學科專攻社會哲學，師承關與三郎、津田左右吉；1931年3月畢業，學位論文為《儀禮喪服考》，隨任臺南州立第二中學校教職，兩年後受津田左右吉邀赴早稻田大學研究所攻讀中國社會史，研究漢族社會結構、家族關係，發表〈喪服經傳考〉、〈祖父稱謂考〉。1934年6月至1936年2月受日本外務省文化事業部赴北京留學，結識陶希聖、郁達夫，1934年12月發表〈甥姪稱謂と漢族稱謂制の側面史〉奠定其一系列漢族稱謂的研究基礎。1936年2月歸日，任第二早稻田高等學院、早稻田大學講師、教授。中日戰爭初期，也曾受東洋學會之聘赴中研究閩南社會組織。而戰事加劇，1943年2月22日其妻黃春過世，11月22日偕子女由神戶搭熱河丸返臺，途中於溫州外海遭美軍潛艇擊沉而全家罹難。

## 理論與主張
受津田左右吉影響，郭明昆對漢族社會的演進能有深厚嚴謹的文獻考據，然而因其英年早逝，其遺稿在逝世二十年載透過友人李獻璋集結成論文集《中國の家族制及び言語の研究》，讓後人注意到其漢族歷史文化研究的開創及細緻程度。

### 漢族稱謂研究
從〈儀禮喪服考〉的家族制社會史研究，到〈甥姪稱謂と漢族稱謂制の側面史〉奠定漢族親屬稱謂研究的理論基礎，全面參照最新的西方人類學理論，郭明昆展開就歷史文獻、方言民俗細究考據，論證漢族社會的「旁系併合制」到「旁系制」的演變。

## 著作列表
本列表列出郭明昆的著作：
- 1933〈喪服經傳攷〉，《フィロソフィア》卷3，頁碼未詳（1933年12月）［收入郭明昆撰，李獻璋編，1962，《中國の家族制及び言語の研究》，頁 37-79。東京：早稻田大學出版部，1962-09-15；金培懿譯，2000，〈〈喪服〉經傳考〉，林慶彰編，《日據時期臺灣儒學參考文獻》，頁 433-482。臺北：臺灣學生書局］。
- 1934〈儀禮喪服考〉，《東洋學報》，卷21號2，頁 135-167（1934年1月，出自其早稻田大學畢業論文，指導教授為津田左右吉）［收入郭明昆撰，李獻璋編，1962，《中國の家族制及び言語の研究》，頁 1-36。東京：早稻田大學出版部，1962-09-15；李寅生譯，2000，〈《儀禮‧喪服》考〉，《日據時期臺灣儒學參考文獻》，頁395-432。臺北：臺灣學生書局］。
- 1934〈祖父稱謂考〉，《東洋學報》，卷21號4。
- 1935〈甥姪稱謂と漢族稱謂制の側面史〉，《東洋學報》，卷22號3、4。
- 1935〈北京話〉，《臺灣文藝》，卷2期5，頁1-14。
- 1935〈福佬話（上）〉，《臺灣文藝》，卷2期6，頁112-122。
- 1935〈福佬話（中）〉，《臺灣文藝》，卷2期10，頁128-140。
- 1935/1962《中國の家族制及び言語の研究》（李獻璋編）。臺北：南天書局。
- 1936〈福佬話（下）〉，《臺灣文藝》，卷3期4/5，頁51-67。
- 1936〈北京雜話〉，《臺灣文藝》，卷3期7/8，頁91-95。
- 1936〈伯叔母嬸考〉，《東洋史會紀要》，卷1。
- 1937〈姑姨舅妗と漢族稱謂制の側面史〉。東京：岩波書店。
- 1938〈父母稱謂考〉，《東洋思想研究》，卷2。
- 1939〈稱呼と命名の排行制について〉，《東洋思想研究》，卷３。
- 1941〈中國の民族性〉，《新天地》，10月号。
- 1944〈福佬話方言に於ける親族稱謂の二三について〉，《東洋史會紀要》，卷4。

## 延伸閱讀
- 國家圖書館，《臺灣歷史人物小傳─郭明昆》。
- 中央研究院「日治臺灣哲學與實存運動」研究計畫，《日治時期臺灣哲學文獻清單列表 （页面存档备份，存于）》。
- 臺灣大學哲學系，《臺灣哲學研究資料庫 （页面存档备份，存于）》。
- 葉純芳，2008，〈郭明昆的生平及其《儀禮喪服》〉，葉純芳、張曉生（編），《儒學研究論叢：日據時期臺灣儒學研究專號》，頁163-178。臺北：臺北市立教育大學人文藝術學院儒學中心。
- 葉純芳、橋本秀美，2016，〈郭明昆對西方人類學理論的接受與利用〉，洪子偉（編），《存在交涉：日治時期的臺灣哲學》，頁251-280。臺北：聯經。
- 紀旭峰，2015，〈植民地台湾からの「留学生」郭明昆〉，《「留学生から見た早稲田：津田左右吉と東アジアの弟子たち」》。東京：早稲田大学文学学術院。
- 紀旭峰，2017，〈植民地台湾からの「留学生」郭明昆―知の構築と実践を中心に〉，《「植民地帝国日本における知と権力」(国際日本文化研究センター)》。京都：国際日本文化研究センター。
- 謝淑熙，2017，〈郭明昆禮學思想析論〉，《禮學思想的新探索》，頁159-194。臺北：萬卷樓。
- 紀旭峰，2019，〈植民地台湾からの「留学生」郭明昆―知の構築と実践を中心に〉，松田利彦（編）《植民地帝国日本における知と権力》。京都：思文閣出版。